# Aiguille Mummery
Die 3700 m hohe Aiguille Mummery bildet zusammen mit der 3696 m hohen Aiguille Ravanel einen Doppelgipfel in der Mont-Blanc-Gruppe. Sie liegen im französischen Département Haute-Savoie, etwa einen Kilometer von der französisch-italienischen Grenze entfernt.

## Lage
Die Aiguille Mummery und die Aiguille Ravanel bilden zwei steile Felsnadeln, die durch die Ravanel-Mummery-Scharte getrennt sind. Sie liegen in dem von Westen nach Südosten verlaufenden Bergkamm Aiguille Verte – Les Droites – Les Courtes – Aiguille de Triolet.
Direkter nordwestlicher Nachbar sind die Courtes, von denen sie durch den 3601 m hohen Col de Cristaux getrennt sind. Südöstlich führt der Kamm über den Col des Courtes (3569 m) zur Aiguille de Triolet. Nördlich befindet sich der Glacier d’Argentière.

## Besteigungsmöglichkeiten
Die Gipfel werden nur sehr selten bestiegen. Im Führer wird die Überschreitung beider Türme als lohnend beschrieben. Die Route ist eine alpine, wenig abgesicherte Kletterroute mit anhaltenden Schwierigkeiten im IV. Grad.